# والتر ماكورميك
والتر ماكورميك (بالإنجليزية: Walter McCormick)‏ هو محامي أمريكي، ولد في 8 فبراير 1954 في كانساس سيتي في الولايات المتحدة.